# Cases urbanes tradicionals al carrer Ametller (Banyoles)
El Carrer Ametller és una via pública de Banyoles (Pla de l'Estany) inclosa a l'Inventari del Patrimoni Arquitectònic de Catalunya.

## Descripció
És un conjunt de cases urbanes dins de la tipologia tradicional del nucli de població. Sobre una façana plana i arrebossada, es manifesta una distribució, verticalment disposada, d'elements d'obertura: porta d'entrada, finestra al primer pis i golfes. Portes i finestres són de forma rectangular, formades per la pedra única a la llinda i les corresponents pedres de descàrrega als laterals. Existència d'àmpit a les finestres.
Les obertures de les golfes són també rectangles però, rematats a la part superior en un arc rebaixat o escarser. La disposició de farratges, en grups de tres semicercles, al llarg de la façana i entremig dels elements d'obertura, tenia per finalitat el no deixar tocar la paret quan es pujava la palla a les golfes-paller. Sobre la finestra de les golfes encara es veuen restes o el suport sencer on hi va col·locada la corriola. Sota un incipient ràfec d'una filera de teules de recollida d'aigües de pluja, s'hi troba una motllura ornamental.

## Història
És la casa típica de poble d'ús agrícola. La distribució i comesa de cada una de les divisions ve definida de la següent manera: planta baixa com a magatzem i de vegades, també, estable del bestiar. Degut això, la porta havia de tenir unes dimensions apropiades perquè hi pogués accedir el cavall o mula i el carro; el primer pis era l'habitatge; les golfes o paller, lloc d'emmagatzematge dels farratges i assecadors.